# تبليط بدائي
التبليط البدائي هي عناصر مجموعة جزئية تتطابق بشكل أحادى مع عناصر مجموعة أكبر منها.
للتوضيح، اعتبر أن المجوعة R هي مجموعة جزئية (subset) للمجموعة S بحيث أن:
- كل الأشكال في R غير متطابقة مع أي من الأشكال الأخرى في R (أي كل شكل في R هو فريد)
- كل شكل في المجموعة S يتطابق مع جسم واحد أو أكثر في مجموعة R.

في هذه الحالة، تسمى عناصر R التبليط البدائي لمجموعة S.